# اس‌اس سمرقند
اس‌اس سمرقند (به انگلیسی: SS Samarkand) یک کشتی بود که طول آن ۴۴۱ فوت ۶ اینچ (۱۳۴٫۵۷ متر) بود. این کشتی در سال ۱۹۴۳ ساخته شد.